# Arisztotelész természetfilozófiája
Habár az antik természetfilozófiát a modern természettudományok által túlhaladottnak tartjuk, azért súlyos tévedései ellenére éles meglátásai és szigorú következetessége iránti méltó csodálatunkat nem nyomhatjuk el. Különösen igaz ez a tudományok első nagy rendszerezője, Arisztotelész finom dialektikus szerkezetet mutató gondolataira, kinek természetfilozófiai jellegű nézeteit a következő művekben találjuk: A Fizika nyolc könyve, a Világrendszerről szóló négy könyv, a Keletkezésről és enyészésről irt két könyv, a Meteorológia négy könyve, és végül a Mechanikai problémák. A szerves világ viszonyaival foglalkoznak a következők: Az állatok természetrajza, Az állatok részeiről, Az állatok nemzéséről, A lélekről, Az érzékekről szólók stb. A Fizika nyolc könyve a tér, idő és a kettőnek összekapcsolásából eredő mozgás fogalmait tárgyalja.

## A tér és idő metafizikája
A tér és az idő vég nélkül osztható. A világ jelenségeinek alapja a mozgás, melyet a legtágabb értelemben definiál, t.i. mint akármilyen változást, azaz mint a potenciális létről aktuális létre való átmenetet. A mozgások természetszerű (a mozgó egyed természetéből adódó) vagy természetellenes (erőszakolt) mozgások.
A tér mellett a hely fogalma fontos, mely azonban nem képvisel egy bizonyos térrészt; továbbá minden helynél megkülönböztetendő a fent és lent. Minden tárgy azon hely felé tart, melyben otthon van, mégpedig gyorsuló mozgással – az időben nem gyorsuló egyetlen mozgás az, mely körpályán egyenletesen megy végbe. Ha valamely tárgy a maga természetrendelte helye felé mozog, akkor ez természetszerű mozgás, így szükségképp gyorsuló, ha ellenben más irányba erőszakosan tereltetik, akkor mozgása lassuló.

## A mozgás és metafizikája
A mozgásra vonatkozó vizsgálatai során Arisztotelész a folytonosság fogalmát is fejtegeti (ezt a fogalmat egyébként ő vezette be sikeresen a filozófiába, és főképp az ő hatására terjedt el a matematikában is). Minden, ami változó, tehát mozog, az egyszersmind osztható, ráadásul végtelenül. Arisztotelész tehát az oszthatatlanok, az atomok elméletét nem fogadta el.
Ezen fogalmak a mozgást illetőleg annyira megszilárdultak, hogy az Arisztotelész-féle filozófiai és mechanikai elméletek megdöntése idejében csak nagy nehezen voltak megcáfolhatók. Habár ő az abszolút keletkezést és enyészést szintén tagadja, azért a változást nem tekinti pusztán megváltoztatott keverésnek, hanem valóságos minőségi változást fogad el, kiindulva az aktus és potencia fogalmából.

## Kozmológia
A világrendről című négy könyvet ez az elnevezése épp oly kevés joggal illeti meg, mint a fizikáról szólót. E címek mind későbbi időkből valók, mikor a Stagirita filozófiai rendszerét ugyan természetfölötti kinyilatkoztatásnak tisztelték ugyan, de annál kevésbé értették. A szóban forgó mű az előbbinek folytatása: elmélkedik ugyanis az anyag, alak és változás fogalmairól, tárgyalja az okok különböző nemeit, az oszthatóságot és a folytonosságot, ezek mellett azonban már számos tapasztalati adatot is hoz fel.
A mű tartalma röviden a következő:
- A természeti testek három irányban kiterjedtek, valamint az egész mindenségnek is három mérete van.
- A mozgás kétféle: a kör alakú, és az egyenes vonalú, mely vagy a középpontból kifelé, vagy a perifériától a középpont felé irányul.
- A világegyetem térbelileg körülhatárolt, és nem terjed a végtelenségbe.
- A világegyetemben található tárgyak földiek vagy földfölöttiek. Az elsők a négy elemnek keverékéből, az utóbbiak a quinta essentiá-ból (pemptonstoiceion), azaz éterből állanak.
- A négy közönséges elem egymáshoz képest könnyű vagy nehéz; a tűz a levegőhöz, a levegő a vízhez, a víz a földhöz képest könnyű, és megfordítva. A körben mozgó éter pedig se könnyűnek, se nehéznek nem mondható.
- A világegyetem alakja gömb, mozgása pedig balról jobbra történik.
- A forgó szférákba helyezett égitestek éterből állnak.
- A Föld, mely gömb alakú, a világegyetem közepén mozdulatlanul nyugszik, kerülete körülbelül 400 000 sztadion. Ez az adat majdnem kétszerese annak, melyet Eratoszthenész száz évvel későbben talált, kérdéses, hogy ez milyen számításon alapszik.

A harmadik könyvben Arisztotelésznek az elemekről szóló híres tana fordul elő. Elem szerinte az, ami másnemű részekre már nem bontható. A négy közönséges elem képezi az innenső, a szublunáris világot az éter a túlsó világot (ta ecei és ta endade). A kettő közötti határt matematikai pontossággal meg nem lehet vonni, minthogy a tökéletlen innenső világ a változatlan tökéletésségű túlsó világra is kihat némiképp, és a bolygók ugrásszerű, a mindenség tengelyében ferdén történő mozgását okozza.
A négy elem között van egy, mely föltétlenül nehéz: a föld; ez foglalja el tehát a mindenség közepét, és egy másik, mely föltétlenül könnyű: a tűz; ez a szublunáris világ kerületét alkotja, és az éterrel határos. A keletkezésről és enyészésről című értekezés megmutatja, hogy csak négy elem létezhet, mivel az érzések két ellentétes párja így kívánja ezt. Ezek az ellentétek a meleg és hideg, a száraz és nedves ellentétei. A föld hideg és száraz, a víz hideg és nedves, a levegő meleg és nedves, a tűz meleg és száraz. A földi tárgyak mind e négy elem keverékéből állanak, és így, például a földi tűz az elemi tűzből és földből áll stb.

## Fizika, mechanika
A Mechanikai problémák című műve dialektikus szőrszálhasogatásból
gyűjtött nehézségeket nyújtó problémák összeállítása, melyek között egyes érdekesebb feladatok is fordulnak elő; ezekből látszik, hogy szerzőjük a sztatikának alapelvéről: a virtuális sebességek tételéről némi (habár nagyon homályos) fogalommal bírt. Ugyanaz áll a tehetetlenség törvényéről és a mozgások összetételéről.
Arisztotelésznek a szerves lényekre vonatkozó műveiben, azokban a kisebb értekezésekben, melyeket rendesen parva naturalia cím alatt foglalnak össze, találunk a világosságra, a látásra és a színekre vonatkozó néhány észrevételt.
Az arisztotelészi Fizikának főmozzanatai a következők:
- 1. Az anyag, erő és mozgás fogalmainak természetfilozófiai fejtegetése, továbbá az elemekről való tana.
- 2. A kozmosz berendezéséről szóló elmélete és az elemek elhelyezéséről szóló tan.

## Csillagászat és meteorológia
A Meteorológia négy könyve szintén nem felel meg elnevezésének, amennyiben csak kisebb részében tartalmazza a meteorológiai jelenségek tárgyalását, inkább csillagászati, geológiai és kémiai kérdésekkel foglalkozik. A meteorológia feladatául az égi testekkel határos tünemények fejtegetését jelöli ki, ezek pedig a következők: A Tejút, az üstökösök, a tüzes meteorok és a hullócsillagok, továbbá ide tartozik a szelek, a földrengés, villámcsapások, zivatarok stb. okainak kutatása. A tengerről és sótartalmáról van azután szó, továbbá a szelekről és beosztásukról, az égi háborúról, a forgó szelekről és a légköri fénytüneményekről. Az értekezés utolsó részét az elemek tana foglalja el, mely ezúttal molekuláris, fizikai, és kémiai megjegyzésekre vezet. Ezek alkotják azt a talajt, melyen később az alkímia termett.
Az égi testek mozgására nézve Eudoxosz és Calippus elméletét fogadta el, kik több, egymást körülfogó szféra segítségével igyekeztek megmagyarázni az egyes égi testek egyenetlen járását. Az egész mindenség külső határát az ősmozgató foglalja el (primum mobile). Így tehát a mindenség az innenső és a túlsó világból van összetéve.
Az arisztotelészi kozmológiában a mozdulatlan Földet 49 koncentrikus, átlátszó „szféra” veszi körül, amik az összes látható égitest mozgásáért felelősek. A legkülső szféra tartalmazza az állócsillagokat. Ptolemaiosz később az arisztotelészi szférákat epiciklusok rendszerével váltotta fel. Kis módosításokkal az arisztotelészi kozmológia két ezer éven át meghatározta az európai tudományos gondolkodást, amikor felváltotta a kopernikuszi heliocentrikus világkép.

## Összefoglalás
Égi és földi szféra: emitt a változatlanság és örökkévalóság világa, amott pedig vég nélkül való keletkezést és enyészést látunk, a meteorológiai folyamatokat és a szerves élet jelenségeit.